# Ханабуса Іттьо
Ханабуса Іттьо (1652 —7 лютого 1724) — японський художник періода Едо. Мав псевдонім Хісікава Вао. Засновник власної школи Ханабуса.

## Життєпис
Походив з родини лікарів роду Таґа. Другий син Таґа Хакуана, лікаря на службі даймьо. Народився в Кіото 1652 року, отримавши ім'я Сінко. Виявив хист до малювання. У 1658 році поступив на навчання до Кано Ясунобу, голови школи Накабасі. З невідомих причин через 2 роки майстер вигнав його з учнів. Продовжив навчання в Кадзібасі під псевдонімом Таґа Тьоко, ставши буддистським ченцем. Також в той час він посилено займався поезією і писав хайку під псевдонімом Кйо'ун. Навчався поезії у Мацуо Басьо. Деякий час був більш відомий як поет, ніж художник. Також займався каліграфією, в чому досяг неабияких успіхів.
Невдовзі відійшов від школи Кано. Вивчав стиль школи Тоса, Іваса Матабея і, можливо, Хішікава Моронобу. Як художник зажив слави, немало сучасників копіювали його роботи, тому збереглися як оригінали, так і безліч підробок. У 1693 році потрапив до в'язниці і був звільнений через 2 місяці. У 1698 році його відправили на заслання на острів Міякедзіма за карикатурне зображення однієї з конкубін сьогуна. Втім у засланні мав право малювати й продавати свої картини. Підписував свої роботи як Тоіттьо (Острів Іттьо).
Художник зміг повернутися до Едо лише в 1710 році, оселившись у районі Фукагава. Того ж року взяв нове ім'я Ханабуса Іттьо. Після повернення він дізнався, що його батьки і Басьо вже померли на той час. Через деякий час художник зміг відновитися і повернути колишню славу. Помер у 1724 році.
серед учнів найбільше уславилися його син Ханабуса Іттьо II і Савакі Суусі.

## Творчість
Спочатку наслідував стилю Кано. Втім згодом виробив власний стиль, що являв собою синтез школи Кано і укійо-е. Його роботи були більш поетичні й менш формалістичні, ніж твори школи Кано. На відміну від художників укійо-е Ханабуса не обмежувався зображенням куртизанок Йошівари і акторів Кабукі і Но, а створював твори і зі звичайними містянами. Часто зображував сцени з міського життя з точки зору представника «живопису вчених». Серед його робіт є поетичні пейзажі, сатиричні роботи. Серед них відомими є сувій «Жанрові сценки», який виконано в живій, легкій і жартівливій манері. Зображено п'ять сцен, розглядати які слід справа наліво подібно читання японської каліграфії. У першій зображено дві торговки, що несуть оберемки хмизу. Одна з дівчат вирішила зірвати гілку сливи, щоб прикрасити в'язанку квітами. Друга сцена розповідає про прочан, що стомлено коня. Потім представлено епізод, в якому собака з гавкотом біжить за бродячими акторами і їх мавпочкою. Останні дві сцени - бійка, в якій беруть участь, як здається, навіть коні, і зображення паломників, які пишуть щось на огорожі воріт храму.
Серед великих робіт найвідомішими є «Чотири сезони в очікуванні сходу сонця», 5-метровий сувій «Смерть Будди» (1713 рік). Остання робота вважається однією з найважливіших робіт буддійського мистецтва свого часу. У XVIII столітті шедевр Іттьо зберігався в буддійському храмі. Раз на рік його демонстрували публіці. Зображення такого роду і такого розміру надали художнику можливість продемонструвати усю свою технічну майстерність.